# Hoa hậu Siêu quốc gia 2010
Hoa hậu Siêu quốc gia 2010 là cuộc thi Hoa hậu Siêu quốc gia lần thứ 2 được tổ chức tại thành phố Plock, Ba Lan vào ngày 28 tháng 8 năm 2010. Hoa hậu Siêu quốc gia 2009 - Oksana Morya đến từ Ukraine đã trao lại vương miệng cho người kế nhiệm, cô Karina Pinilla đến từ Panama.

## Kết quả
| Kết quả                    | Thí sinh |
| -------------------------- | --- |
| Hoa hậu Siêu quốc gia 2010 | - Panama - Karina Pinilla |
| Á hậu 1                    | - Cộng hòa Séc - Hana Verna |
| Á hậu 2                    | - Slovenia - Sandra Marinovic |
| Á hậu 3                    | - Perú - Claudia Villafuerte |
| Á hậu 4                    | - Thái Lan - Maythavee Burapasing |
| Top 20                     | - Albania - Anisa Mukaj - Bỉ - Chloe De Groote (§) - Brazil - Luciana Bertolini - Colombia - Diana Marin - Phần Lan - Johanna Ahlback - Gambia - Fatou Khan - Hy Lạp - Margarita Papandreou - Honduras - Lesly Molina - Hàn Quốc - Yu Soo-jung - Litva - Egle Standtaitė - Ba Lan - Anna Jamroz - Bồ Đào Nha - Olivia Ortiz - Romania - Laura Barzoiu - Nga - Evgeniya Shcherbakova - Venezuela - Laksmi Rodríguez |

§ - Thí sinh tiến thẳng vào Top 20 do chiến thắng giải thưởng Miss Internet

### Thứ tự công bố
| 1. Hàn Quốc 2. Phần Lan 3. Colombia 4. Brazil 5. Gambia 6. Cộng hòa Séc 7. Venezuela 8. Romania 9. Peru 10. Litva 11. Panama 12. Bồ Đào Nha 13. Albania 14. Bỉ 15. Hy Lạp 16. Honduras 17. Ba Lan 18. Thái Lan 19. Slovenia 20. Nga |

### Hoa hậu châu lục
| Danh hiệu                                      | Thí sinh                       |
| ---------------------------------------------- | ------------------------------ |
| Hoa hậu Siêu quốc gia châu Phi                 | - Gambia - Fatou Khan          |
| Hoa hậu Siêu quốc gia châu Mỹ                  | - Venezuela - Laksmi Rodríguez |
| Hoa hậu Siêu quốc gia châu Á - Thái Bình Dương | - Hàn Quốc - Yu Soo-jung       |
| Hoa hậu Siêu quốc gia châu Âu                  | - Ba Lan - Anna Jamroz         |

## Các giải thưởng đặc biệt
| Giải thưởng                                         | Thí sinh                      |
| --------------------------------------------------- | ----------------------------- |
| Miss Elegance (Hoa hậu Thanh lịch)                  | - Thụy Điển - Nina Sjolin     |
| Miss Personality (Hoa hậu Phong cách)               | - Bahamas - Janay Pyfrom      |
| Miss Congeniality (Hoa hậu Thân thiện)              | - Canada - Pablita Thomas     |
| Miss Photogenic (Hoa hậu Ảnh)                       | - Slovenia - Sandra Marinovic |
| Miss Internet (Hoa hậu Internet)                    | - Bỉ - Chloe De Groote        |
| Best National Costume (Trang phục Dân tộc đẹp nhất) | - Panama - Karina Pinilla     |
| Top model (Siêu mẫu)                                | - Nga - Evgeniya Shcherbakova |
| Best Body (Hoa hậu Có body đẹp nhất)                | - Phần Lan - Johanna Ahlback  |
| Miss Talent (Hoa hậu Tài năng)                      | - Scotland - Emma Blythe      |

## Thí sinh tham gia
| Quốc gia / Vùng lãnh thổ | Thí sinh                       | Tuổi | Quê quán            |
| ------------------------ | ------------------------------ | ---- | ------------------- |
| Albania                  | Anisa Mukaj                    | 18   | Tirana              |
| Armenia                  | Lilit Karapetyan               | 18   | Yerevan             |
| Bahamas                  | Janay Pyfrom                   | 23   | Nassau              |
| Belarus                  | Alena Tsiarenia                | 23   | Minsk               |
| Bỉ                       | Chloe De Groote                | 24   | Brussels            |
| Bolivia                  | Daniela Torrez Soliz           | 20   | Beni                |
| Brasil                   | Luciana Bertolini              | 24   | Belo Horizonte      |
| Bulgaria                 | Tsvetomira Lyutova             | 25   | Lovech              |
| Cameroon                 | Estelle Crescence Essame       | 25   | Douala              |
| Canada                   | Pablita Thomas                 | 25   | Toronto             |
| Trung Quốc               | Dan Zheng                      | 22   | Bắc Kinh            |
| Colombia                 | Diana Marin                    | 22   | Medellín            |
| Croatia                  | Kristina Jezernik              | 19   | Rijeka              |
| Cộng hòa Séc             | Hana Verna                     | 21   | Praha               |
| Đan Mạch                 | Helle Madsen                   | 19   | Viborg              |
| Cộng hòa Dominica        | Darling Cruz                   | 21   | Orlando             |
| Ecuador                  | Claudia Elena Schiess Fretz    | 20   | Santa Cruz Island   |
| Anh                      | Claire-Louise Catterall        | 25   | Luân Đôn            |
| Estonia                  | Eteri Libe                     | 21   | Tallinn             |
| Phần Lan                 | Johanna Ahlbäck                | 22   | Turku               |
| Pháp                     | Célia Estelle Bettinger        | 18   | Pays de la Loire    |
| Gambia                   | Fatou Khan                     | 20   | Banjul              |
| Gruzia                   | Nino Janidze                   | 20   | Bakuriani           |
| Đức                      | Maike Frohlingsdorf            | 21   | Bergisch Gladbach   |
| Hy Lạp                   | Margarita Papandreou           | 21   | Athens              |
| Guatemala                | Clara Jennifer Chiong Estrada  | 26   | Thành phố Guatemala |
| Guinée                   | Jasmine Sjoberg Sidibe         | 19   | Jörlanda            |
| Haiti                    | Lina Reyes                     | 23   | Santo Domingo       |
| Honduras                 | Lesly Gabriela Molina Kristoff | 23   | San Pedro Sula      |
| Hungary                  | Zita Zeller                    | 22   | Budapest            |
| Iceland                  | Anita Sif Hjartardottir        | 23   | Reykjavík           |
| Iraq                     | Sandra Aner Agab               | 20   | Baghdad             |
| Ireland                  | Sheila Lynch                   | 22   | Dublin              |
| Ý                        | Lisa Visentin                  | 25   | Eraclea             |
| Nhật Bản                 | Miou Fujinaga                  | 21   | Tokyo               |
| Hàn Quốc                 | Yu Soo-jung                    | 22   | Jeolla Bắc          |
| Kosovo                   | Zhuje Neza                     | 20   | Pristina            |
| Latvia                   | Annija Alvatere                | 19   | Riga                |
| Litva                    | Eglė Standtaite                | 20   | Kaunas              |
| Bắc Macedonia            | Matea Ristovska                | 19   | Skopje              |
| Mali                     | Linda Sanogo                   | 20   | Aarhus              |
| México                   | Yareli Ramirez Cota            | 19   | Navojoa             |
| Moldova                  | Donia Cosciug                  | 19   | Chişinău            |
| Hà Lan                   | Nathalie den Dekker            | 21   | Oosterhout          |
| New Zealand              | Candy Barry                    | 22   | Mount Maunganui     |
| Nigeria                  | Cheryl John                    | 22   | Abuja               |
| Panama                   | Karina Pinilla Corro           | 25   | Chitré              |
| Paraguay                 | Alexandra Fretes Montealegre   | 23   | Asunción            |
| Perú                     | Claudia Villafuerte Vairo      | 21   | Lima                |
| Ba Lan                   | Anna Jamroz                    | 22   | Rumia               |
| Bồ Đào Nha               | Olivia Ortiz                   | 23   | Lisbon              |
| Puerto Rico              | Ketsia Payano                  | 18   | San Juan            |
| România                  | Laura Barzoiu                  | 22   | Brașov              |
| Nga                      | Evgeniya Shcherbakoba          | 25   | Vladivostok         |
| Scotland                 | Emma Blythe                    | 23   | Edinburgh           |
| Serbia                   | Maja Dimitrijevic              | 19   | Belgrade            |
| Slovakia                 | Jana Mutnanska                 | 22   | Bratislava          |
| Slovenia                 | Sandra Marinovic               | 22   | Trbovlje            |
| Tây Ban Nha              | Itsasne Ayensa Gomez           | 21   | San Sebastián       |
| Thụy Điển                | Nina Sjolin                    | 18   | Stockholm           |
| Đài Loan                 | Ya-Han Hu                      | 23   | Đài Bắc             |
| Thái Lan                 | Maythavee Buraparing           | 24   | Băng Cốc            |
| Thổ Nhĩ Kỳ               | Naz Yıldız                     | 19   | Ankara              |
| Ukraina                  | Alona Liashchuk                | 20   | Kiev                |
| Venezuela                | Laksmi Rodriguez               | 24   | Caracas             |
| Wales                    | Chloe Whittock                 | 21   | Cardiff             |

## Chú ý

### Lần đầu tham gia
- Armenia
- Bỉ
- Bolivia
- Cameroon
- Canada
- Colombia
- Hàn Quốc
- Ecuador
- Tây Ban Nha
- Estonia
- Phần Lan
- Gruzia
- Guinée
- Haiti
- Hungary
- Iraq
- Ireland
- Iceland
- Ý
- Nhật Bản
- Mali
- México
- Nigeria
- New Zealand
- Hà Lan
- Wales
- Paraguay
- Bồ Đào Nha
- Puerto Rico
- Bắc Macedonia
- Serbia
- Thụy Điển
- Thái Lan
- Thổ Nhĩ Kỳ

### Bỏ cuộc
- Azerbaijan
- Síp
- Bắc Ireland
- Kazakhstan
- Việt Nam

### Không tham gia
- Úc
- Belize
- Bosna và Hercegovina
- Costa Rica
- Montenegro
- Bắc Ireland

### Thông tin thí sinh
- Thí sinh đã tham dự Hoa hậu Trái Đất 2006:
  -  Honduras - Leslie Molina
- Thí sinh đã tham dự Hoa hậu Hoàn vũ 2008:
  -  Guatemala - Jennifer Chiong
- Thí sinh đã tham dự Miss Continente Americano 2008:
  -  Guatemala - Jennifer Chiong
  -  Panama - Karina Pinilla
- Thí sinh đã tham dự Miss Atlántico 2009:
  -  Panama - Karina Pinilla (Á hậu 2)
- Thí sinh đã tham dự Hoa hậu Quốc tế 2009:
  -  Estonia - Eteri Libe
  -  Pháp - Célia Bettinger (Top 20)
  -  Venezuela - Laksmi Rodríguez (Top 15)
- Thí sinh đã tham dự Hoa hậu Thế giới 2009:
  -  Brasil - Luciana Reis (Top 16)
  -  Ba Lan - Anna Jamroz (Top 16)
- Thí sinh đã tham dự Hoa hậu Liên lục địa 2010:
  -  Mali - Linda Sanogo
- Thí sinh đã tham dự Hoa hậu Quốc tế 2010:
  -  Latvia - Annija Alvatere

## Chú giải
1. ↑  Miss Supranational

## Liên kết
- Trang web chính thức